# Alfred von Rosenberg-Lipinsky
Alfred von Rosenberg-Lipinsky (* 27. Juni 1824 in Gutwohne, Landkreis Oels, Provinz Schlesien; † 2. Oktober 1901 in Breslau) war ein deutscher Richter, Parlamentarier und Lyriker.

## Leben
Alfred von Rosenberg-Lipinsky war Sohn des Landschaftsdirektors Johann Albert von Rosenberg-Lipinsky (1797–1881) und der Charlotte geb. Gräfin von Haslingen (1802–1835). Nach dem Abitur am Oelser Gymnasium studierte er Rechtswissenschaften an der Rheinischen Friedrich-Wilhelms-Universität zu Bonn, Friedrich-Wilhelms-Universität zu Berlin und Schlesischen Friedrich-Wilhelms-Universität zu Breslau. 1843 wurde er Mitglied des Corps Borussia Bonn. Nach dem Studium schlug er die Richterlaufbahn ein und wurde Kreisrichter in Oels. Zuletzt lebte er als Landgerichtsrat a. D. in Breslau. Er war seit 1861 mit Thusnelda von Hildebrandt (1831–1816) verheiratet. Das Ehepaar hatte drei Töchter und zwei Söhne.
Von 1855 bis 1863 saß Rosenberg-Lipinsky im Preußischen Abgeordnetenhaus, von 1855 bis 1861 als Abgeordneter des Wahlkreises Breslau 6 und von 1862 bis 1863 als Abgeordneter des Wahlkreises Breslau. Während der ersten beiden Legislaturperioden seiner Parlamentszugehörigkeit war er fraktionslos. In der dritten gehörte er zur Fraktion der Rechten und Fraktion Grabow, in der vierten zur Konstitutionellen Fraktion. Er war Ehrenritter des Johanniterordens.
Der preußische Verwaltungsbeamte und Parlamentarier Oskar von Rosenberg-Lipinsky war sein Bruder.

## Publikationen
- Gedichte, Verlag von Eduard Trewendt, Breslau 1875.